# 卡迪夫城市大學
卡迪夫都会大学又译加的夫都会大学，是一所位於英國威爾士卡迪夫的公立大學。
卡城大现有蘭達夫校区（Llandaff campus）和金科德校区（Cyncoed campus）两个分校区。

## 校史

### 早期机构
1865年，卡迪夫艺术学院成立。
1940年，卡迪夫食品科技学院和卡迪夫商学院成立。
1950年，卡迪夫教育学院成立。
1954年，兰达夫技术学院成立。

### 成立大学
1976年，为了成立大学，四所学院合并组成了南格拉摩根高等教育机构
1990年，南格拉摩根高等教育机构更名为卡迪夫高等教育机构。1992年，该校作为独立学院加入威尔士大学系统
1993年，英国枢密院给予该机构学位授予点的资格，虽然获得了授予学位的权力，但该机构暂时搁置了权力，而是选择加强与威尔士大学的联系
1996年，威尔士大学授予卡迪夫学院大学学院的地位，并挂名为威尔士大学加帝夫学院（UWIC）

### 兼并时期
2003年，该校考虑与位于翠福瑞的格拉摩根大学合并但未果
2005年，该校考虑与威尔士大学纽波特校区合并，但在教职员大会中被投不信票所否决
2006年，伦敦商务学校成为合作学院

### 退出威大
2011年，该校退出威尔士大学系统，改名卡迪夫都会大学。同年，学校正式宣布结束与斯旺西都会大学、三一圣大卫大学试图合并成立新威尔士大学的对话。该校也不再寻求与纽波特大学或格拉摩根学院的合并。尽管英国教育部极力推动各类合并，该校董事会拒绝了这些推动。
2012年，英国教育大臣最终决定尊重学校意见，该校维持现状至今。

## 學術

### 學院
卡迪夫都會大學目前由两个校区的五個学校组成：
- 卡迪夫艺术设计学校（英语：Cardiff School of Art & Design）
- 卡迪夫教育学校（英语：Cardiff School of Education）
- 卡迪夫健康科學學校（英语：Cardiff School of Health Science）
- 卡迪夫管理學校（英语：Cardiff School of Management）
- 卡迪夫体育学校（英语：Cardiff School of Sport）

### 排名
根據衛報大學指南和完全大學指南，2012年排在威爾士新大學之首。

## 外部連結
- 官方微博 （页面存档备份，存于）
- Cardiff Metropolitan University – Official website
- Cardiff Metropolitan University Students' Union （页面存档备份，存于） – Official website

51°29′03″N 3°09′54″W / 51.4843°N 3.1649°W